# Trioxycanus charactifer
Trioxycanus charactifer är en fjärilsart som beskrevs av Walker 1865. Trioxycanus charactifer ingår i släktet Trioxycanus och familjen rotfjärilar. Inga underarter finns listade i Catalogue of Life.